# Palma Soriano
Palma Soriano je město na Kubě, v němž žije přibližně 120 tisíc obyvatel. Nachází se v provincii Santiago de Cuba na úpatí pohoří Sierra Maestra a protéká jím řeka Cauto. Město bylo založeno v roce 1825 a pojmenováno podle místního statkáře Santiaga Soriana. Nedaleko proběhla 19. května 1895 bitva u Dos Ríos, v níž padl José Martí; tuto událost připomíná pomník v městském parku. Dne 27. prosince 1958 Palma Soriano obsadily jednotky Fidela Castra, což bylo jedním z rozhodujících momentů kubánské revoluce. V říjnu 2012 jihovýchodní část Kuby zasáhl hurikán Sandy, který poničil čtyřicet procent budov ve městě.
Prochází jím dálnice Carretera Central a železniční trať San Luis–Bayamo. Základem ekonomiky je nábytkářský a potravinářský průmysl, v okolí města se nacházejí plantáže kávovníku a cukrové třtiny. Významná je také těžba manganu.
V Palma Soriano se narodila dvojnásobná mistryně světa v atletice Ana Fidelia Quirotová.